# Medicină preventivă
Prin Medicină preventivă se înțelege ansamblul măsurilor medico-sanitare impuse pentru prevenirea apariției și a răspândirii bolilor.
În medicina modernă, accentul cade pe măsurile de tratament profilactic deoarece: șansa de reușită este mult mai mare, costurile tratamentului sunt mai mici în cazul prevenției decât în cazul tratamentului curativ.

## Clasificare

### Primară
Are ca obiectiv prevenirea apariției bolii la un organism care  nu a fost afectat încă de acea boală.

### Secundară
Prevenirea recurenței bolii la un organism afectat anterior de acea boală.

## Exemple de măsuri profilactice
- Măsuri de igienă personală și alimentară.
- Vaccinarea populației în zonele cu risc pandemic.
- Izolarea cazurilor afectate pentru a preveni îmbolnăvirea populației sănătoase.
- Sterilizarea aparaturii medicale împotriva apariției infecțiilor nosocomiale.